# Варнава Сръбски
Варнава Сръбски (на сръбски: Варнава Српски или Varnava Sprski) е сръбски духовник, патриарх и скопски митрополит.

## Биография
Варнава е роден на 29 август/11 септември 1880 година в Плевля със светско име Петър Росич (Петар Росић) в семейството на Джордже Росич и Кръсмана Пеятович. Завършва началното училище в Плевля, и богословско-учителското училище в Призрен в 1899 година. След това през 1905 година завършва Духовната академия в Санкт Петербург, Русия. От ректора на академията епископ Сергий получава монашеско пострижение на 30 април 1905 г., чин йеродякон на 6 май и йеромонах на 6 юни 1905 година.
През втората половина на 1905 година Варнава заминава за Цариград, където е свещеник в сръбското посолство и става един от видните дейци на сръбската пропаганда в Македония. Пише в „Цариградски гласник“, единствения вестник на сръбски език в Османската империя, управлява сръбското училище и сътрудничи с Цариградската патриаршия в борбата ѝ срещу българското просветно и църковно дело в Македония. На 10 април 1910 година в патриаршеската църква „Свети Георги“ е ръкоположен за епископ с титлата Главиницки, викарен епископ на митрополит Партений Дебърски и Велешки. Ръкополагането е извършено от митрополит Филарет Димотишки в съслужение с митрополитите Доротей Созагатополски, Поликарп Еласонски, Софроний Мраморноостровен и Антим Лозенградски. Партений отсъства от епархията, тъй като е член на Светия синод в Цариград и тя на практика се управлява от Варнава.
След Балканските войни, когато Вардарска Македония попада в Сърбия, Варнава управлява Дебърската епархия, със седалище в Кичево, както и Битолската и Охридската епископия и част от Струмишката. През Първата световна война, след като Македония е окупирана от българската армия, се изтегля със сръбската армия на Корфу, а след войната е с дипломатическа мисия в Русия.
В 1920 година при създаването на единна сръбска патриаршия на 17 ноември е избран за глава на Скопската катедра, на който пост остава до 1930 година. Също така е админстратор на Пелагонийската епархия преди интронизирането на Йосиф Цвийович в 1931 година като пелагонийски митрополит. Варнава е сръбски патриарх от 1930 до 1937 година.
Умира на 23 юли 1937 година в Белград.